# Gare de Montaigut
Gare de Montaigut vasútállomás Franciaországban, Montaigut-le-Blanc településen.

## Vasútvonalak
Az állomást az alábbi vasútvonalak érintik:
- Montluçon-Saint-Sulpice-Laurière-vasútvonal

## Kapcsolódó állomások
A vasútállomáshoz az alábbi állomások vannak a legközelebb:
- Gare de Vieilleville
- Gare de Guéret